# Progomphus belyshevi
Progomphus belyshevi là loài chuồn chuồn trong họ Gomphidae. Loài này được Belle miêu tả khoa học đầu tiên năm 1991.